# Nikolay Davydenko
Nikolay Davydenko (en russe : Николай Давыденко), né le 2 juin 1981 à Sievierodonetsk en Ukraine (URSS), est un joueur de tennis russe. 
Professionnel de 1999 à 2014, il a remporté vingt-et-un titres en simple sur le circuit ATP, dont le Masters 2009, ainsi que trois Masters 1000, à Bercy en 2006, Miami en 2008 et Shanghai en 2009.
Finaliste du Masters en 2008, il s'impose l'année suivante dans ce même tournoi, évinçant tour à tour Rafael Nadal, Robin Söderling et Roger Federer, pour dominer Juan Martín Del Potro en finale, et décrocher ainsi son unique titre majeur, devenant par la même occasion le premier joueur russe à inscrire son nom au palmarès des ATP World Tour Finals.
Davydenko a également été demi-finaliste de Roland-Garros en 2005 et 2007, ainsi que de l'US Open en 2006 et 2007.
Il intègre le top 10 du classement ATP en juin 2005 et y restera jusqu'en avril 2009, pour un total de cinq saisons successives. Son meilleur classement est une 3e place mondiale, atteinte en novembre 2006.
En 2006, il remporte la Coupe Davis avec l'équipe de Russie.
Il est l'un des seuls joueurs à avoir régulièrement disputé plus de 30 tournois en une saison, et sa régularité en fond de court lui a valu le surnom de « machine à balles ». Il est également l'un des trois joueurs (avec Novak Djokovic et Borna Coric) à détenir un bilan positif face à Rafael Nadal, avec six victoires pour cinq défaites.
Nikolay Davydenko met un terme à sa carrière en octobre 2014, après quinze années passées sur le circuit.

## Carrière

### 1999 - 2004: Débuts prometteurs
Né dans l'Ukraine soviétique, Nikolay Davydenko commence le tennis à l'âge de sept ans, en compagnie de son frère et futur entraîneur, Eduard. Résidant en Allemagne, il fait là-bas ses débuts sur le circuit junior, et déménage en Russie durant son adolescence afin d'obtenir la citoyenneté.
Davydenko accède au circuit professionnel en 1999. En 2000, il remporte un titre sur le circuit Future. Cette même année, il accède également à la demi-finale du tournoi ATP d'Amsterdam, et remporte un titre Challenger à Mönchengladbach.
C'est en 2001 que le Russe fait ses débuts en Grand Chelem, lors de l'Open d'Australie, où il accède au second tour, battu par Pat Rafter. Il atteint le même stade de la compétition à Roland-Garros, s’inclinant face à Lleyton Hewitt, et remporte par la suite deux titres Challenger, puis un nouveau l'année suivante, à Szczecin, en Pologne.
2002 est surtout l'année de son premier succès sur le circuit ATP, avec un titre à Adelaïde, où il domine Kristof Vliegen en finale sur le score de 6-2, 7-63. 
Le Russe récidive la saison suivante, en 2003, avec un nouveau trophée à Estoril, sur terre battue, face à l'argentin Agustín Calleri, et atteint également la finale du tournoi de Sankt Pölten face à Andy Roddick, concédée 7-62, 6-2. Ces excellents résultats, combinés avec un quart de finale au tournoi de Barcelone, lui permettent d'entrer dans le top 50 mondial.
La saison 2004 sera marquée par deux nouveaux titres, conquis à Munich et Moscou, mais aussi par un quart de finale au Masters 1000 de Monte Carlo, perdue face à Carlos Moyà.

### 2005 - 2006: Dans la cour des grands
Le Russe prend confiance en lui face aux meilleurs joueurs du monde, ce qui lui permet de rallier une demi-finale au tournoi de Hambourg en 2005, qu'il perd face à Roger Federer. Il s'impose la même année à Sankt Pölten, toujours sur terre, opposé à Jürgen Melzer, sur le score de 6-3, 2-6, 6-4.
Semblant parfaitement à son aise sur cette surface, il crée la surprise quelques semaines plus tard, en atteignant la demi-finale de Roland-Garros, concédée à Mariano Puerta sur le score serré de 3–6, 7–5, 6–2, 4–6, 4–6, après avoir éliminé le finaliste de l'édition 2004, Guillermo Coria, mais aussi l'espagnol Tommy Robredo.
Sur sa lancée, il participe au Masters de fin d'année, se hissant en demi-finale de la compétition, non sans avoir effacé Andre Agassi (6-4, 6-2), Gastón Gaudio (6-3, 6-4) et Mariano Puerta (6-3, 6-2,) mais s'incline contre un irrésistible David Nalbandian, sur le score de 6-0, 7-5.
Au terme d'une excellente saison 2005, Davydenko grimpe de 23 places dans le classement ATP, entrant dans le top 5 mondial, à la cinquième place.
En 2006, Nikolay Davydenko est une nouvelle fois récompensé pour son opiniâtreté et sa régularité, atteignant une nouvelle demi-finale en Grand Chelem, lors de l'US Open, au terme de laquelle il sera défait par le Suisse Roger Federer. Il remporte également quatre titres, à Pörtschach, Sopot, New Haven et Moscou face à son compatriote Marat Safin.
Entré dans la cour des grands, Davydenko confirme son talent en remportant, quelques jours après son second titre en Russie, le Masters 1000 de Paris-Bercy, battant en finale Dominik Hrbatý sur le score de 6-1, 6-2, 6-2. Avec seulement 27 jeux perdus en cinq matchs, il a ainsi échoué à une unité du plus petit nombre de jeux cédés par un vainqueur, Stefan Edberg, en 1990, qui avait profité de l'abandon de Boris Becker au premier set de la finale.
Avec l'équipe de Russie, il remporte la Coupe Davis face à l'Argentine et termine la saison à la troisième place mondiale, son meilleur classement.
Durant cette saison, il aura disputé la bagatelle de 31 tournois, contre 16 par exemple pour Roger Federer, et aura remporté 67 matchs.
Il clôt également cette année avec à son actif des statistiques de retour de service impressionnantes, puisqu'il termine « meilleur retourneur » du circuit ATP, avec 35 %  de jeux de retour gagnés en 94 matchs ; le second, l'Espagnol David Ferrer, étant à 33 % de jeux gagnés, en ayant toutefois joué 30 matchs de moins.

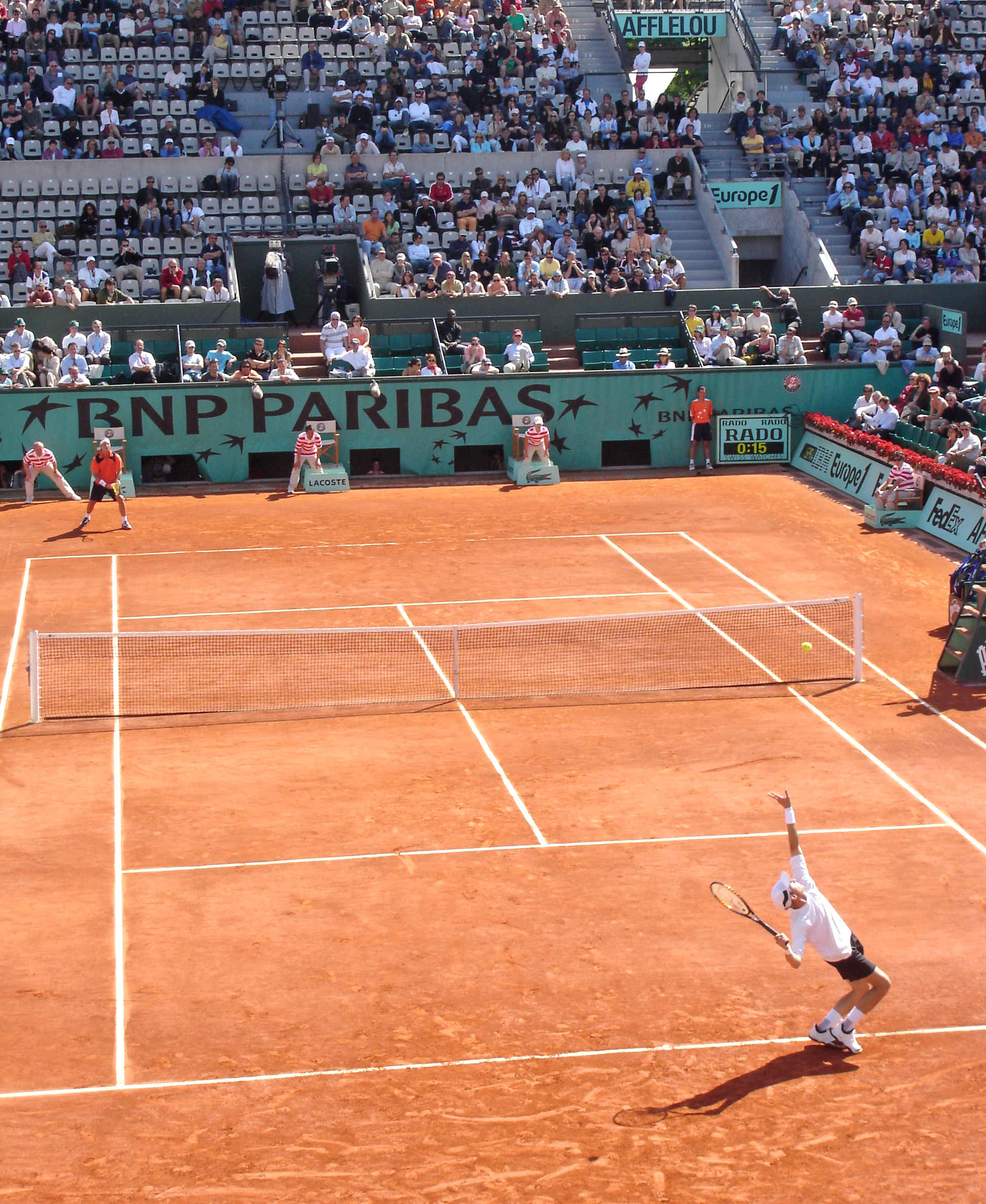
Davydenko-Nalbandian (Roland-Garros 2006).

### 2007: Confirmation au plus haut niveau et scandale médiatique
Après une demi-finale et un huitième de finale à Doha et à Sydney, Davydenko commence l'année 2007 par une défaite prématurée en quarts de finale de l'Open d'Australie face à l'Allemand Tommy Haas. 
Décevant à Indian Wells, Miami, puis Monte Carlo, il perd sa place de no 3 mondial au profit d'Andy Roddick. C'est au mois de mai que le Russe réintègre l'élite, en atteignant la demi-finale du tournoi de Rome, démontrant ainsi son étonnante prédilection pour la terre battue. 
Davydenko confirme son statut lors des Internationaux de France, quelques jours plus tard, où il accède pour la seconde fois de sa carrière en demi-finale de la compétition, éliminant deux Argentins spécialistes de la surface, David Nalbandian puis Guillermo Cañas, avant de s'incliner face à Roger Federer sur le score serré de 7-5, 7-65, 7-67.
Peu à son aise sur gazon, il accède néanmoins pour la première et unique fois de sa carrière en huitièmes de finale du tournoi de Wimbledon.
Le 2 août 2007, lors de l'Open de Sopot, en Pologne, Davydenko, qui vient de perdre au 1er tour dans trois tournois sur terre battue, reste de par son classement le favori légitime du match contre l'Argentin Martín Vassallo Argüello, modeste 87e mondial. Cependant, la société Betfair, une société de paris sportifs en ligne, est alertée de mises d'un montant inhabituel (7 millions de dollars, dix fois plus que d'ordinaire) sur la victoire de Vassallo-Arguello contre le Russe. En abandonnant au début du 3e set (6-2, 3-6, 1-2) en raison d'une blessure au pied, laquelle avait d'ailleurs été signalée quelques jours plus tôt dans son dossier médical, Davydenko attire immédiatement les soupçons, et se trouve entraîné dans une tempête médiatique autour d'un scandale de matchs truqués, tandis que dans le même temps, plusieurs joueurs, dont Younès El Aynaoui et Arnaud Clément, reconnaissent avoir été dans le passé les cibles de tentatives de corruption. Même si Roger Federer lui apportera son soutien, il faudra attendre le mois de septembre 2008 pour que le Russe soit totalement blanchi de ces accusations par les instances du tennis mondial.
En dépit de cette affaire, Davydenko fait une rentrée tonitruante sur dur américain quelques semaines plus tard, en se qualifiant pour la demi-finale du Masters 1000 de Cincinnati, perdue face à l'américain James Blake, mais surtout à l'US Open, où il atteint le dernier carré pour la seconde fois consécutive, après avoir facilement défait Tommy Haas au tour précédent. Comme la saison passée, le Suisse s'imposera une nouvelle fois, sur le score de 7-5, 6-1, 7-5.
Un autre fait divers viendra perturber la saison du joueur, puisque le 25 octobre 2007, lors de l'Open de Saint-Pétersbourg en Russie, il est sanctionné par l'arbitre de chaise pour « manque de combativité » lors du troisième set (à 0-4) de son match perdu (6-1, 5-7, 1-6) contre le Croate Marin Čilić, alors en pleine ascension, et qui venait déjà de battre le Russe un mois plus tôt. Mis à l'amende, Davydenko fera preuve de détermination en remportant pour la troisième fois le tournoi de Moscou quelques jours plus tard face au français Paul-Henri Matthieu, sur le score de 7-5, 7-69, s'adjugeant ainsi son unique titre de la saison.
Visiblement fatigué, il ne saura défendre son titre à Bercy, éliminé dès les huitièmes de finale par Márcos Baghdatís, et ne dépassera pas le Round Robin lors de la Masters Cup. Au terme d'une saison une nouvelle fois solide, mais malheureusement émaillée par des imbroglios, il termine à la quatrième place mondiale.

### 2008: Des hauts et des bas

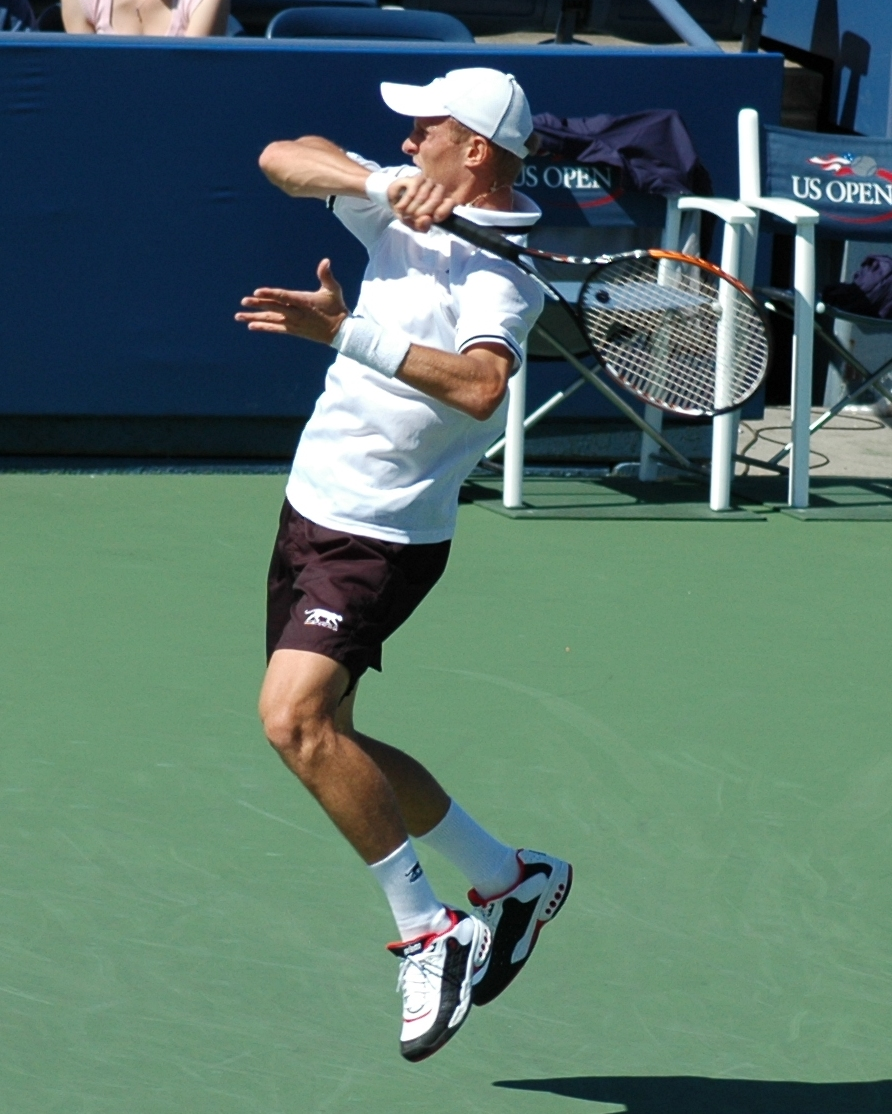
Nikolay Davydenko durant l'US Open 2008

Davydenko débute l'Open d'Australie sur les chapeaux de roue, battant trois Français à la suite, Michaël Llodra, Nicolas Mahut et Marc Gicquel, avant de chuter en huitièmes de finale face à son compatriote Mikhail Youzhny (7-62, 6-3, 6-1). 
Il atteint néanmoins une demi-finale à Dubaï, et après une sortie prématurée à Indian Wells au troisième tour face à Mardy Fish, il réalise un excellent parcours lors du Masters 1000 de Miami. Après avoir bien mal entamé la compétition face au letton Gulbis, contre qui il aura sauvé deux balles de match, il évince successivement Mario Ančić, Janko Tipsarević et pour la première fois Andy Roddick en demi-finale, avant de survoler la finale face à Rafael Nadal sur le score de 6-4, 6-2, remportant ainsi son second Masters Series après celui de Paris-Bercy en 2006. Le Russe signe là une victoire de prestige face à l'un des deux meilleurs joueurs du monde.
Sur terre battue, il débute par une finale à Estoril, perdue contre Roger Federer, puis enchaîne avec une demi-finale à Monte-Carlo, au terme de laquelle Nadal prendra sa revanche (6-3, 6-2). Échouant au second tour des Masters de Rome, puis de Hambourg, il remporte son second titre de la saison lors de l'Open de Poertschach, en battant Juan Mónaco en finale sur le score de 6-2, 2-6, 6-2. 
Attendu à Roland-Garros, Davydenko décevra en s'inclinant dès le troisième tour, battu par Ivan Ljubičić, avant de s'imposer à l'Open de Varsovie en finale face à Tommy Robredo (6-3, 6-3). Cette victoire en Pologne le contraint à réduire sa préparation pour le tournoi de Wimbledon, ce qui a pour effet de le voir chuter au premier tour face à Benjamin Becker.
Après des prestations moins convaincantes à Montréal et Cincinnati, il est de retour pour l'US Open où il perd face à Gilles Müller en huitièmes de finale. Davydenko participe ensuite à la défaite de son équipe de Coupe Davis face à l'Argentine.
Il faudra attendre la fin de saison pour que le Russe retrouve ses moyens, parvenant à se hisser en demi-finale du Masters 1000 de Paris-Bercy, mais il devra s'incliner face à David Nalbandian (6-1, 5-7, 6-4).
En dépit de résultats en dents de scie, Davydenko est qualifié pour la Masters Cup. Le tirage au sort le place dans le groupe « Or » en compagnie de Tsonga, Djokovic et Del Potro. Pour son premier match, il bat Jo-Wilfried Tsonga dans un match accroché (66-7, 6-4, 7-60). Son deuxième match s'avère tout aussi serré, mais cette fois en sa défaveur, Djokovic s'imposant 7-63, 0-6, 7-5. Davydenko se qualifie malgré tout pour les demi-finales grâce à sa victoire facile face à la révélation de la saison 2008, l'Argentin Del Potro (6-3, 6-2). Puis, au terme d'une demi-finale remarquable, il bat Andy Murray sur le score de 7-5, 6-2. Pour sa première finale dans un tournoi majeur, il se heurte à un Novak Djokovic solide et s'incline 6-1, 7-5.
Avec un second titre en Masters 1000 et une finale aux Masters, le Russe achève une nouvelle saison dans le top 5, à la cinquième place.

### 2009: La consécration

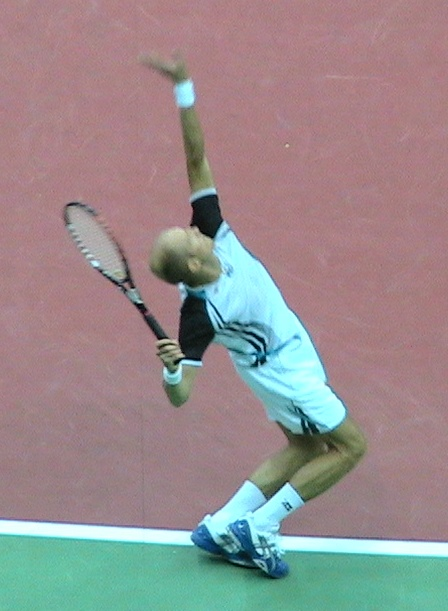
Davydenko lors du tournoi de Moscou en 2009

Nikolay Davydenko commence sa saison à l'Open de Chennai où il est tête de série no 1. Il passe le premier tour, mais déclare forfait pour la suite du tournoi ainsi que pour l'Open d'Australie, en raison d'une blessure au talon gauche.
En février, il participe au Tournoi de Rotterdam où il est battu dès les 1/8 de finale par Julien Benneteau. Son forfait au Masters de Miami le fait chuter au classement, passant ainsi de la 5e à la 9e place mondiale, une première depuis le 23 mai 2005.
Pour son retour à la compétition, il atteint les quarts de finale à Monte-Carlo en éliminant Ivo Karlović puis David Nalbandian en 8e. Il s'incline alors face à Andy Murray sur le score de 7-61, 6-4, après avoir pourtant mené 4-1 dans le deuxième set. À Rome, il est arrêté aux portes des huitièmes de finale par Jürgen Melzer (7-5, 7-6). 
Le Russe poursuit sa saison sur terre à l'Open d'Estoril où il atteint les demi-finales à la suite de victoires sur Juan Carlos Ferrero et Mardy Fish. Il est arrêté par James Blake. À Roland-Garros, il bat Stefan Koubek, Diego Junqueira, Stanislas Wawrinka et Fernando Verdasco pour accéder en quarts de finale ; il est alors facilement sorti par Robin Söderling (6-1, 6-3, 6-1). Il est ensuite éliminé dès le 3e tour de Wimbledon par le Tchèque Tomáš Berdych.
Après une défaite en quarts de finale à Stuttgart, il remporte coup sur coup les tournois de Hambourg et Umag. Ces victoires lui permettent de réintégrer le top 10 mondial, trois mois après l'avoir quitté. À l'US Open, mené deux sets à un, il abandonne en huitième de finale face au suédois Robin Söderling.
Début octobre, il commence la saison asiatique sous les meilleurs auspices, remportant le tournoi de Kuala Lumpur face à Fernando Verdasco, 6-4, 7-5. Sur une excellente dynamique, il réalise un parcours parfait lors du Masters 1000 de Shanghai, dominant Radek Štěpánek puis Novak Djokovic, pour retrouver Rafael Nadal, alors numéro deux mondial, en finale. Au terme d'un match d'un excellent niveau, le Russe s'offre une nouvelle victoire de prestige aux dépens du Majorquin, s'imposant 7-63, 6-3, et remportant là son troisième Masters 1000 en carrière.
Décevant à Bercy, Davydenko se ressaisit pour achever sa saison en beauté. Au Masters, disputé pour la première fois à Londres, Davydenko remporte deux de ses trois matchs de poule. S'inclinant tout d'abord face au tenant du titre, Novak Djokovic (6-3, 4-6, 5-7), il enchaîne avec deux victoires au forceps, face à Rafael Nadal (6-1, 7-64) puis Robin Söderling (7-66, 4-6, 6-3). Se hissant en demi-finale, il y retrouve le Suisse Roger Federer, qu'il n'a jamais battu en treize confrontations. À l'issue d'un match remarquable, le Russe parvient à se défaire enfin de son adversaire sur le score de 6-2, 4-6, 7-5, et se qualifie ainsi pour sa seconde finale du tournoi des Maîtres, contre Juan Martín del Potro, vainqueur de l'US Open quelques mois plus tôt. Solide et intraitable, Davydenko triomphe de l'Argentin sur le score de 6-3, 6-4, et s'adjuge ainsi le tournoi le plus prestigieux de sa carrière.
Malgré cette victoire majeure et un nouveau titre en Masters 1000, il achève sa saison à la sixième place mondiale, soit une place de moins que l'année précédente.

### 2010 - 2014: Le déclin

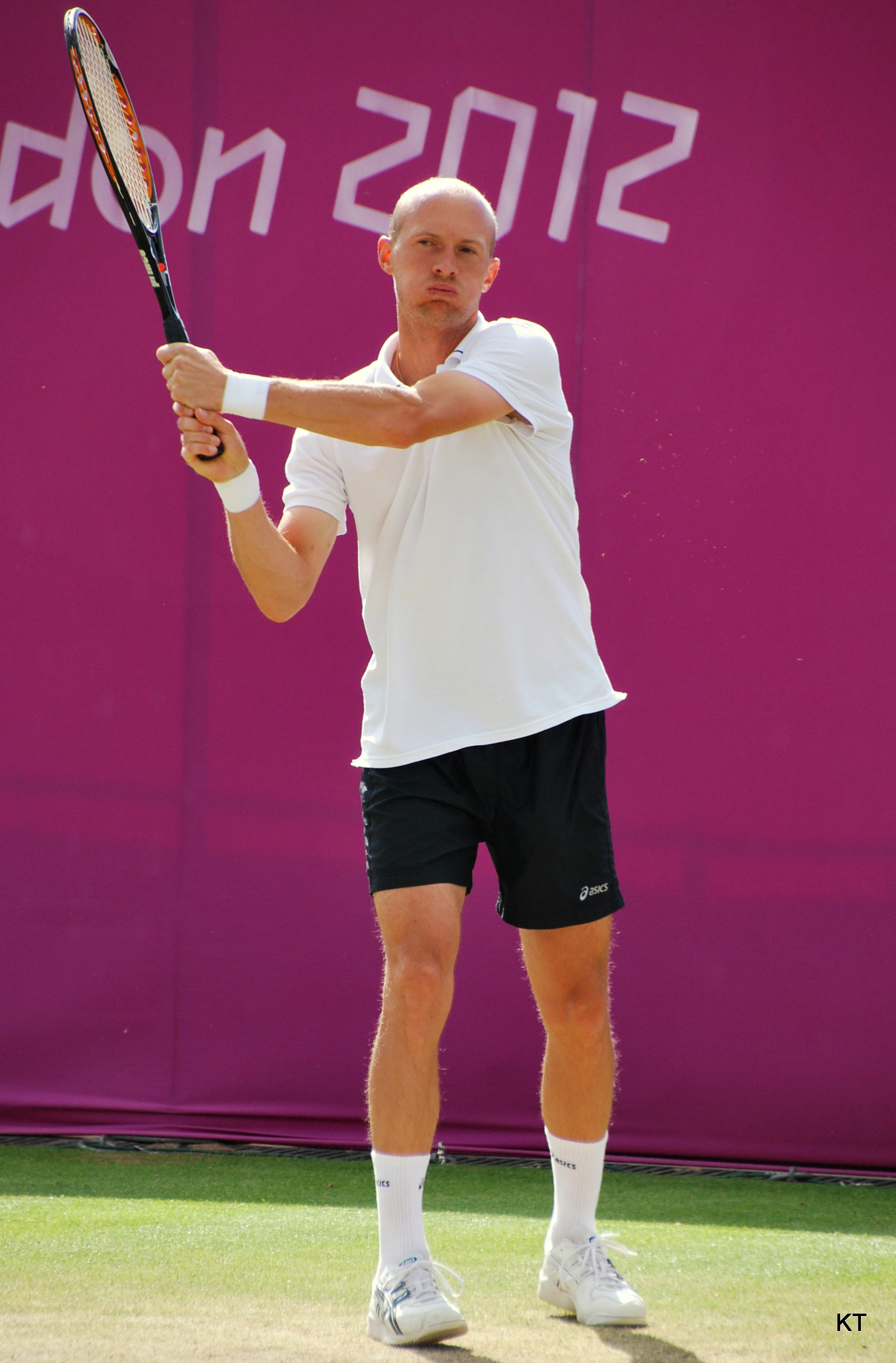
Nikolay Davydenko à Londres en 2012

En 2010, Nikolay Davydenko signe un début d'année remarqué en remportant l'un des premiers tournois de l'année, à savoir celui de Doha, où il réalise l'exploit de battre consécutivement Roger Federer en demi-finale et Rafael Nadal en finale, un exploit retentissant que seuls Nalbandian, Djokovic et Del Potro avaient réalisé jusqu'ici (Andy Murray réalisera lui aussi cette performance à Toronto en 2010). 
Cette victoire le fait entrer dans le cercle très fermé des joueurs encore actifs à avoir remporté au moins 20 titres sur le circuit ATP, rejoignant ainsi Roger Federer, Rafael Nadal, Lleyton Hewitt, Andy Roddick et Carlos Moyà.
Il arrive ainsi à l'Open d'Australie en confiance, remportant ainsi ses trois premiers matchs en trois sets contre Dieter Kindlmann, Illya Marchenko et Juan Mónaco. En huitièmes de finale il domine Fernando Verdasco en cinq sets pour se donner le droit d'affronter Roger Federer. Après un bon début de match, qui le voit mener 6-2, 3-1, le Suisse se reprend et remporte ce quart de finale en quatre sets (2-6, 6-3, 6-0, 7-5).
Diminué par une fracture du poignet gauche, qu'il a contractée après sa demi-finale perdue face à Robin Söderling au tournoi d'Amsterdam, le Russe déclarera forfait lors de son troisième tour à Indian Wells, et ne participera pas à la saison sur terre battue. Il fait son retour à Wimbledon, battu au second tour par Daniel Brands. Il atteint par la suite un quart de finale à Cincinnati et à Bercy, et ne parviendra pas à dépasser le second tour de l'US Open, défait par le français Richard Gasquet.
Cette blessure tenace semble marquer la fin d'un cycle pour le joueur, et ses mauvais résultats contribuent à le faire chuter dans le classement ATP, puisque le Russe sort du top 20 mondial, achevant sa saison à la 22e place.
C'est néanmoins avec confiance et détermination que Davydenko entame sa saison 2011, en accédant pour la seconde fois consécutive à la finale du tournoi de Doha, où il réalise encore l'exploit de battre Rafael Nadal, alors no 1 mondial, comme l'année précédente, mais cette fois-ci en demi-finale. Il affronte en finale Roger Federer, no 2 mondial, mais perd cette fois en deux sets (6-3, 6-4).
S'ensuit alors une longue période de déclin pour le champion russe, lequel ne parvient plus à briller dans les tournois les plus importants du circuit. Cette année-là, Davydenko ne dépassera pas le second tour des huit Masters 1000 (sur les neuf possibles) auxquels il a participé, et son meilleur résultat en Grand Chelem sera un troisième tour à l'US Open, concédé à l'homme fort de la saison, le serbe Novak Djokovic.
Néanmoins, au mois d'avril, plus de huit ans après son premier titre professionnel, il parvient à remporter à vingt-neuf ans son vingt-et-unième et dernier tournoi, à Munich, dominant en finale Florian Mayer avec pour score final : 6-3, 3-6, 6-1.
En 2012, Nikolay Davydenko, alors retombé à la 41e place mondiale, surprend les observateurs en disputant une nouvelle finale à Doha, sa troisième, au terme de laquelle il s'incline face à Richard Gasquet, sur le score de 3-6, 7-64, 6-3.
Malgré cette finale surprise, son déclin s'accentue plus encore, en dépit d'une demi-finale atteinte à Rotterdam, où il prend sa revanche en quarts sur Richard Gasquet, alors no 16 mondial, ainsi qu'à Nice, où il bat cette fois John Isner no 11, et finalement à Metz. En Grand Chelem et en Masters 1000, il dépasse rarement le second tour, à l'exception du Masters de Cincinnati, au cours duquel il rallie un huitième de finale, perdu face à Novak Djokovic.
Les saisons 2013 et 2014 seront pour le Russe synonymes de « chant du cygne ». Abonné aux éliminations au premier ou second tour des plus grands tournois professionnels, il chute inexorablement dans le classement, plongeant à la 241e place mondiale. Le 16 octobre 2014, Nikolay Davydenko annonce, lors du tournoi de Moscou, qu'il se retire du circuit professionnel,.

## Faits de carrière
Nikolay Davydenko a remporté un total de vingt-et-un titres sur le circuit ATP, s'imposant dans trois Masters 1000, décrochant un Masters, et ayant signé des victoires marquantes face à deux des meilleurs joueurs de tous les temps que sont Rafael Nadal et Roger Federer. 
Eternel outsider, il est parfois considéré comme l'un des joueurs les plus doués à n'avoir jamais remporté de tournoi du Grand Chelem.
Il est l'un des trois joueurs, avec Novak Djokovic, et Dustin Brown à détenir un bilan positif lors de ses confrontations contre Rafael Nadal, avec six victoires (dont une par abandon) contre cinq défaites. Cette donnée peut s'expliquer par le fait qu'il était l'un des seuls joueurs à être en mesure de négocier le lift de l'Espagnol, mais aussi car ses victoires ont été conclues sur surface dure, à une époque où Nadal n'excellait pas encore dans ce contexte de jeu. Sur terre battue, le Majorquin mène quatre victoires à zéro, mais reste dominé sur dur, avec une seule victoire pour six défaites.
De nature discrète, et projetant une image de stakhanoviste austère, Davydenko n'a jamais suscité d'enthousiasme auprès des médias, privilégiant sa vie de famille, et refusant de s'exposer dans la presse.
En 2019, il admet que sa carrière a été grandement contrariée par les exploits de Roger Federer. Le Suisse l'a en effet privé de finale en tournoi du Grand Chelem à trois reprises, en 2006, et deux fois en 2007.
Le joueur russe Karen Khachanov a fait appel à ses services durant l'été 2019 pour superviser quelques entraînements à Moscou.

## Style de jeu
Doté d'un gabarit moyen (ectomorphe de moins d'1 m 80), Nikolay Davydenko était un attaquant de fond de court au jeu rapide, puissant et agressif. À l'instar d'Andre Agassi, il aimait dicter le jeu depuis sa ligne de base, jouant en cadence, et donnant de la percussion avec des frappes à plat puissantes et incisives. Sa prise de balle précoce, sa vitesse d'exécution et l'intensité qu'il mettait dans son rythme de jeu lui permettaient de prendre ses adversaires de vitesse sur leur replacement, et sa capacité à varier ses angles, ainsi que sa géométrie du court, créaient des décalages violents, cherchant ensuite le coup fatal à l'aide de coups droits et revers croisés ou décroisés, mais aussi par un exceptionnel revers en long de ligne. Son revers à deux mains fut d'ailleurs considéré supérieur à son coup droit. Sa projection naturelle vers l'avant pouvait occasionnellement le pousser au filet, où il faisait preuve d'une excellente couverture et d'une certaine solidité, ainsi que d'une main de qualité, notamment dans ses volées-amorties.
S'il était un « puncheur » dans l'âme, il excellait tout autant dans les séquences défensives, où son remarquable jeu de jambes et son endurance exceptionnelle en faisaient un joueur difficile à déborder, pouvant même inscrire régulièrement des coups gagnants en bout de course. Sur surfaces lentes et intermédiaires, Davydenko était en mesure de supporter des matchs de longue durée, et savait tempérer les échanges par le biais de balles liftées ou slicées, ou par des coups de neutralisation assénés dans l'axe qui lui laissaient le temps de se replacer.
Serveur puissant, il était plus redoutable encore en relance. Ses surfaces de prédilection furent le dur (rapide et intermédiaire) ainsi que la terre battue. Joueur de rythme, il ne sut jamais trouver ses marques sur gazon.

## Palmarès

### En simple messieurs
| 21 titres en simple | 0 G. Chelem | 0 G. Chelem | 0 G. Chelem | 0 G. Chelem | 1 Masters | 1 Masters | 1 Masters   | 1 Masters   | 3 Masters 1000 | 3 Masters 1000 | 3 Masters 1000 | 3 Masters 1000 | 1 ATP 500           | 1 ATP 500           | 1 ATP 500           | 1 ATP 500           | 16 ATP 250          | 16 ATP 250          | 16 ATP 250     | 16 ATP 250     | 0 JO           | 0 JO           | 0 JO           | 0 JO           |
| 21 titres en simple | 8 sur dur   | 8 sur dur   | 8 sur dur   | 8 sur dur   | 8 sur dur | 8 sur dur | 0 sur gazon | 0 sur gazon | 0 sur gazon    | 0 sur gazon    | 0 sur gazon    | 0 sur gazon    | 10 sur terre battue | 10 sur terre battue | 10 sur terre battue | 10 sur terre battue | 10 sur terre battue | 10 sur terre battue | 3 sur moquette | 3 sur moquette | 3 sur moquette | 3 sur moquette | 3 sur moquette | 3 sur moquette |

## Parcours dans les tournois duGrand Chelem

### En simple
| Année | Open d'Australie | Open d'Australie | Internationaux de France | Internationaux de France | Wimbledon       | Wimbledon     | US Open         | US Open       |
| ----- | ---------------- | ---------------- | ------------------------ | ------------------------ | --------------- | ------------- | --------------- | ------------- |
| 2001  | 2e tour (1/32)   | P. Rafter        | 2e tour (1/32)           | L. Hewitt                | —               | —             | 1er tour (1/64) | F. Meligeni   |
| 2002  | 1er tour (1/64)  | M. Hipfl         | 2e tour (1/32)           | A. Costa                 | 1er tour (1/64) | M. Kratochvil | 2e tour (1/32)  | J. Blake      |
| 2003  | 1er tour (1/64)  | J. Nieminen      | 2e tour (1/32)           | L. Hewitt                | 1er tour (1/64) | L. Childs     | 2e tour (1/32)  | T. Dent       |
| 2004  | 2e tour (1/32)   | O. Patience      | 1er tour (1/64)          | G. Coria                 | 1er tour (1/64) | M. Verkerk    | 3e tour (1/16)  | K. Beck       |
| 2005  | 1/4 de finale    | A. Roddick       | 1/2 finale               | M. Puerta                | 2e tour (1/32)  | J. Björkman   | 2e tour (1/32)  | P. Srichaphan |
| 2006  | 1/4 de finale    | R. Federer       | 1/4 de finale            | D. Nalbandian            | 1er tour (1/64) | A. Falla      | 1/2 finale      | R. Federer    |
| 2007  | 1/4 de finale    | T. Haas          | 1/2 finale               | R. Federer               | 1/8 de finale   | M. Baghdatís  | 1/2 finale      | R. Federer    |
| 2008  | 1/8 de finale    | M. Youzhny       | 3e tour (1/16)           | I. Ljubičić              | 1er tour (1/64) | Be. Becker    | 1/8 de finale   | G. Müller     |
| 2009  | —                | —                | 1/4 de finale            | R. Söderling             | 3e tour (1/16)  | T. Berdych    | 1/8 de finale   | R. Söderling  |
| 2010  | 1/4 de finale    | R. Federer       | —                        | —                        | 2e tour (1/32)  | D. Brands     | 2e tour (1/32)  | R. Gasquet    |
| 2011  | 1er tour (1/64)  | F. Mayer         | 2e tour (1/32)           | A. Veić                  | 1er tour (1/64) | B. Tomic      | 3e tour (1/16)  | N. Djokovic   |
| 2012  | 1er tour (1/64)  | F. Cipolla       | 1er tour (1/64)          | A. Seppi                 | 1er tour (1/64) | A. Murray     | 2e tour (1/32)  | M. Fish       |
| 2013  | 2e tour (1/32)   | R. Federer       | 3e tour (1/16)           | R. Gasquet               | —               | —             | 2e tour (1/32)  | I. Dodig      |
| 2014  | 2e tour (1/32)   | R. Gasquet       | 1er tour (1/64)          | R. Haase                 | —               | —             | —               | —             |

N.B. : à droite du résultat se trouve le nom de l'ultime adversaire.

### En double
| Année | Open d'Australie                                                                     | Open d'Australie                                                                | Internationaux de France                                                           | Internationaux de France                                                      | Wimbledon                                                                      | Wimbledon                                                                         | US Open                                                                               | US Open |
| ----- | ------------------------------------------------------------------------------------ | ------------------------------------------------------------------------------- | ---------------------------------------------------------------------------------- | ----------------------------------------------------------------------------- | ------------------------------------------------------------------------------ | --------------------------------------------------------------------------------- | ------------------------------------------------------------------------------------- | ------- |
| 2003  | —                                                                                    | —                                                                               | —                                                                                  | —                                                                             | 1er tour (1/32) J-L. de \|\| style="text-align:left;" \| R. Leach B. MacPhie   | 1er tour (1/32) S. Koubek \|\| style="text-align:left;" \| X. Malisse T. Vanhoudt |                                                                                       |         |
| 2004  | 1er tour (1/32) I. Labadze \|\| style="text-align:left;" \| H. Arazi N. Mahut        | 2e tour (1/16) I. Andreev \|\| style="text-align:left;" \| B. Bryan M. Bryan    | 1/4 de finale A. Fisher \|\| style="text-align:left;" \| J. Björkman T. Woodbridge | 2e tour (1/16) A. Fisher \|\| style="text-align:left;" \| J. Palmer P. Vízner |                                                                                |                                                                                   |                                                                                       |         |
| 2005  | 2e tour (1/16) I. Andreev \|\| style="text-align:left;" \| M. Bhupathi T. Woodbridge | 1/8 de finale I. Andreev \|\| style="text-align:left;" \| J. Björkman M. Mirnyi | —                                                                                  | —                                                                             | 2e tour (1/16) I. Andreev \|\| style="text-align:left;" \| S. Aspelin T. Perry |                                                                                   |                                                                                       |         |
| 2006  | 1er tour (1/32) I. Andreev \|\| style="text-align:left;" \| J. Acasuso S. Prieto     | —                                                                               | —                                                                                  | —                                                                             | —                                                                              | —                                                                                 | —                                                                                     |         |
| 2007  | —                                                                                    | —                                                                               | —                                                                                  | —                                                                             | —                                                                              | —                                                                                 | —                                                                                     | —       |
| 2008  | —                                                                                    | —                                                                               | —                                                                                  | —                                                                             | —                                                                              | —                                                                                 | —                                                                                     | —       |
| 2009  | —                                                                                    | —                                                                               | —                                                                                  | —                                                                             | —                                                                              | —                                                                                 | —                                                                                     | —       |
| 2010  | —                                                                                    | —                                                                               | —                                                                                  | —                                                                             | —                                                                              | —                                                                                 | —                                                                                     | —       |
| 2011  | —                                                                                    | —                                                                               | —                                                                                  | —                                                                             | —                                                                              | —                                                                                 | —                                                                                     | —       |
| 2012  | —                                                                                    | —                                                                               | —                                                                                  | —                                                                             | —                                                                              | —                                                                                 | —                                                                                     | —       |
| 2013  | —                                                                                    | —                                                                               | —                                                                                  | —                                                                             | —                                                                              | —                                                                                 | 2e tour (1/16) M. Elgin \|\| style="text-align:left;" \| R. Bopanna É. Roger-Vasselin |         |
| 2014  | 1er tour (1/32) A. Golubev \|\| style="text-align:left;" \| R. Haase C. Kas          | —                                                                               | —                                                                                  | —                                                                             | —                                                                              | —                                                                                 | —                                                                                     |         |

N.B. : le nom du ou de la partenaire se trouve sous le résultat ; le nom des ultimes adversaires se trouve à droite.

## Parcours dans les tournois majeurs

### AuxMasters
| Année | Lieu     | Résultat    | Tour                  | Adversaires                                                                        | Victoire / Défaite                | Scores                                                        |
| ----- | -------- | ----------- | --------------------- | ---------------------------------------------------------------------------------- | --------------------------------- | ------------------------------------------------------------- |
| 2005  | Shanghai | 1/2 finale  | Demi-finale RR        | David Nalbandian Mariano Puerta Gastón Gaudio Andre Agassi                         | Défaite Victoire                  | 0-6, 5-7 6-3, 6-2 6-3, 6-4 6-4, 6-2                           |
| 2006  | Shanghai | Round Robin | RR                    | Rafael Nadal James Blake Tommy Robredo                                             | Défaite Victoire                  | 7-5, 4-6, 4-6 6-2, 4-6, 5-7 7-68, 3-6, 6-1                    |
| 2007  | Shanghai | Round Robin | RR                    | Andy Roddick Roger Federer Fernando González                                       | Défaite Victoire                  | 3-6, 6-4, 2-6 4-6, 3-6 6-4, 6-3                               |
| 2008  | Shanghai | Finale      | Finale Demi-finale RR | Novak Djokovic Andy Murray Juan Martín del Potro Novak Djokovic Jo-Wilfried Tsonga | Défaite Victoire Défaite Victoire | 1-6, 5-7 7-5, 6-2 6-3, 6-2 63-7, 6-0, 5-7 6-7, 6-4, 7-60      |
| 2009  | Londres  | Vainqueur   | Finale Demi-finale RR | Juan Martín del Potro Roger Federer Robin Söderling Rafael Nadal Novak Djokovic    | Victoire Défaite                  | 6-3, 6-4 6-2, 4-6, 7-5 7-66, 4-6, 6-3 6-1, 7-64 6-3, 4-6, 5-7 |

### Dans lesMasters 1000
| Année | Indian Wells            | Miami                  | Monte-Carlo              | Rome                     | Hambourg puis Madrid    | Canada                    | Cincinnati                | Madrid puis Shanghai     | Paris                      |
| ----- | ----------------------- | ---------------------- | ------------------------ | ------------------------ | ----------------------- | ------------------------- | ------------------------- | ------------------------ | -------------------------- |
| 2002  | —                       | 2e tour N. Lapentti    | —                        | 1er tour J. I. Chela     | —                       | —                         | —                         | —                        | —                          |
| 2003  | —                       | 1er tour L. Horna      | 1er tour A. Costa        | 2e tour J. Nieminen      | 2e tour G. Kuerten      | 2e tour A. Agassi         | 1er tour J. C. Ferrero    | 1er tour J.-M. Gambill   | 1er tour T. Henman         |
| 2004  | 1er tour J. Hernych     | 2e tour R. Federer     | 1/4 de finale C. Moyà    | 1/8 de finale V. Spadea  | 1er tour S. Sargsian    | —                         | —                         | —                        | 2e tour V. Spadea          |
| 2005  | 2e tour J. Blake        | 2e tour G. Monfils     | 1/8 de finale R. Gasquet | 1er tour F. Verdasco     | 1/2 finale R. Federer   | 1/8 de finale K. Beck     | 1/4 de finale L. Hewitt   | 1/8 de finale R. Ginepri | 1/4 de finale R. Štěpánek  |
| 2006  | 3e tour M. Safin        | 1/8 de finale M. Ančić | 1er tour R. Söderling    | 1/8 de finale N. Almagro | 1/4 de finale M. Ančić  | 1er tour X. Malisse       | 1er tour J. I. Chela      | 2e tour J. Johansson     | Victoire D. Hrbatý         |
| 2007  | 1/8 de finale A. Murray | 3e tour A. Delić       | 2e tour R. Söderling     | 1/2 finale R. Nadal      | 1/8 de finale L. Hewitt | 1/4 de finale R. Štěpánek | 1/2 finale J. Blake       | —                        | 1/8 de finale M. Baghdatís |
| 2008  | 3e tour M. Fish         | Victoire R. Nadal      | 1/2 finale R. Nadal      | 1/8 de finale T. Robredo | 1/8 de finale N. Kiefer | 1/8 de finale N. Kiefer   | 2e tour C. Moyà           | 2e tour R. Ginepri       | 1/2 finale D. Nalbandian   |
| 2009  | —                       | —                      | 1/4 de finale A. Murray  | 2e tour J. Melzer        | 1/8 de finale Forfait   | 1/4 de finale A. Murray   | 1/8 de finale G. Simon    | Victoire R. Nadal        | 1/8 de finale R. Söderling |
| 2010  | 3e tour Forfait         | —                      | —                        | —                        | —                       | 1/8 de finale J. Chardy   | 1/4 de finale R. Federer  | 2e tour M. Zverev        | 1/4 de finale M. Llodra    |
| 2011  | 2e tour S. Wawrinka     | 1er tour K. Anderson   | 1er tour R. Haase        | 1er tour V. Troicki      | 1er tour M. Granollers  | 2e tour N. Djokovic       | 2e tour M. Fish           | —                        | 1er tour A. Seppi          |
| 2012  | 3e tour Forfait         | 2e tour J. Isner       | —                        | 1er tour P. Lorenzi      | 2e tour R. Nadal        | —                         | 1/8 de finale N. Djokovic | —                        | —                          |
| 2013  | 2e tour J. M. del Potro | 2e tour A. Dolgopolov  | 2e tour J.-W. Tsonga     | 1er tour M. Granollers   | 1er tour M. Raonic      | 1/4 de finale V. Pospisil | 2e tour J. M. del Potro   | —                        | —                          |
| 2014  | 2e tour J. Isner        | 1er tour A. Mannarino  | —                        | —                        | —                       | —                         | —                         | —                        | —                          |

N.B. : sous le résultat se trouve le nom de l’ultime adversaire.

#### Vainqueur (3)
| Année | Tournoi  | Adversaire en finale | Score         |
| 2006  | Paris    | Dominik Hrbatý       | 6-1, 6-2, 6-2 |
| 2008  | Miami    | Rafael Nadal         | 6-4, 6-2      |
| 2009  | Shanghai | Rafael Nadal         | 7-63, 6-3     |

## Classement ATP en fin de saison
En simple
| Année | 1999 | 2000 | 2001 | 2002 | 2003 | 2004 | 2005 | 2006 | 2007 | 2008 | 2009 | 2010 | 2011 | 2012 | 2013 | 2014 |
| Rang  | 653  | 134  | 79   | 85   | 44   | 28   | 5    | 3    | 4    | 5    | 6    | 22   | 41   | 44   | 53   | 251  |

Source : (en) Classements de Nikolay Davydenko sur le site officiel de la Fédération internationale de tennis